# 黔中紫菀
黔中紫菀（学名：Aster menelii）是菊科紫菀属的植物，为中国的特有植物。分布于中国大陆的贵州等地，目前尚未由人工引种栽培。